# Mare (affluent de la Loire)
Pour les articles homonymes, voir Mare (homonymie).
La Mare est une rivière française qui coule dans les départements du Puy-de-Dôme et de la Loire, en région Auvergne-Rhône-Alpes. C'est un affluent direct de la Loire en rive gauche.

## Géographie
La longueur de son cours est de 46,9 km.
La Mare naît dans les monts du Forez, sur le territoire de Saint-Clément-de-Valorgue, dans le département du Puy-de-Dôme non loin de la limite du département de la Loire, au lieu-dit la Jasse, à l'altitude 1144 mètres.
Elle se dirige d'abord vers le nord pendant 4-5 kilomètres. Aux abords de Saint-Anthème, elle entame une large boucle vers la droite (vers l'est) qui lui fera prendre la direction de l'est-sud-est, après avoir pénétré le territoire du département de la Loire. Arrivée à Saint-Marcellin-en-Forez, elle effectue une nouvelle boucle, vers la gauche cette fois, et prend alors la direction du nord-nord-est, direction qu'elle maintient plus ou moins tout au long du reste de son parcours.
Elle finit par se jeter dans la Loire à Boisset-lès-Montrond, à 340 mètres d'altitude.

### Communes et cantons traversés
La rivière traverse ou longe les quatorze communes suivantes (d'amont en aval) et quatre cantons :
- Département du Puy-de-Dôme : Saint-Clément-de-Valorgue (source) et Saint-Anthème
- Département de la Loire : Gumières, Soleymieux, Saint-Jean-Soleymieux, Margerie-Chantagret, Boisset-Saint-Priest, Chenereilles, Sury-le-Comtal, Saint-Marcellin-en-Forez, Saint-Romain-le-Puy, Précieux, L'Hôpital-le-Grand et Boisset-lès-Montrond (confluence).

Soit en termes de cantons, la Mare prend sa source dans l'ancien canton de Saint-Anthème, aujourd'hui dans le canton d'Ambert, traverse le canton de Montbrison, et conflue sur le canton de Saint-Just-Saint-Rambert, le tout dans les arrondissements d'Ambert et de Montbrison.

## Affluents
La Mare a dix-sept affluents référencés dont :
- le ruisseau d'Auzon (rg), 1,9 km, sur les deux communes de Saint-Clément-de-Valorgue, et Gumières.
- le ruisseau de Chantereine (rd), 5,1 km, sur les trois communes de Margerie-Chantagret, Saint-Jean-Soleymieux, et Soleymieux, avec un affluent :
  - le ruisseau du Moulin Juquel (rd), 2,5 km, sur Saint-Jean-Soleymieux.
- le ruisseau des Gouttes (rd), 1,8 km, sur Soleymieux.
- le ruisseau de Pissotay (rg), 1,1 km, sur les deux communes de Boisset-Saint-Priest, et Soleymieux.
- le ruisseau la Gueule d'Enfer (rd), 7,3 km, sur les quatre communes de Chenereilles, Marols, Saint-Jean-Soleymieux, et Soleymieux, avec deux affluents dont :
  - le ruisseau de la Cruzille (rg), 4,2 km, sur Chenereilles, Saint-Jean-Soleymieux, et Soleymieux.
- le ruisseau de Valinches (rd), 8 km, sur les cinq communes de Chenereilles, Luriecq, Marols, Périgneux, et Saint-Marcellin-en-Forez, avec trois affluents :
  - le ruisseau de Laval (rg), 5,9 km, sur Chenereilles, Luriecq, et Marols.
  - le ruisseau du Fils (rd), 2,2 km, sur Chenereilles, Luriecq, et Périgneux, avec un affluent :
    - le ruisseau de Chazol, 3,7 km, sur Luriecq.

  - le ruisseau des Cros (rd), 2,6 km, sur Chenereilles, Périgneux, et Saint-Marcellin-en-Forez.
- ???, 1 km, sur Boisset-Saint-Priest, et Saint-Marcellin-en-Forez.
- le ruisseau du Bard, 1,1 km, sur Saint-Marcellin-en-Forez, avec un affluent :
  - le ruisseau de Pouilleux, 2,1 km, sur Saint-Marcellin-en-Forez.
- le ruisseau de Montaud, ou Monthaut[3] (rd), 2,1 km, sur Saint-Marcellin-en-Forez.
- la rivière l'Ozon (rg), 9,8 km, sur Boisset-Saint-Priest, Saint-Marcellin-en-Forez, et Sury-le-Comtal, avec 3 affluents d'1 kilomètre de long.
- le ruisseau la Fumouse (rg), 8 km, sur Boisset-Saint-Priest, et Saint-Romain-le-Puy, avec deux affluents dont :
  - le ruisseau de la Goutte (rg), 5,7 km, sur Saint-Romain-le-Puy, et Sury-le-Comtal, avec deux affluents dont :
    - le ruisseau du Merderet (rg), 6,4 km, sur Saint-Romain-le-Puy.
- le ruisseau de Mont Clavet, ou Montclaret[3] (rg), 11,3 km, sur les quatre communes de Margerie-Chantagret, Précieux, Saint-Georges-Haute-Ville, et Saint-Romain-le-Puy, avec un affluent.
- le ruisseau du Béal (rd), 8,5 km, sur les trois communes de Précieux, Saint-Marcellin-en-Forez, et Sury-le-Comtal, et avec un affluent.
- la rivière la Curraize (rg), 21,8 km, traversant 9 communes, et avec 7 affluents.
- ???, 7,5 km, sur Boisset-lès-Montrond, Grézieux-le-Fromental, L'Hôpital-le-Grand, et Précieux, avec deux affluents.
- ???, 2 km, sur L'Hôpital-le-Grand.

Donc son rang de Strahler est de quatre.

## Hydrologie
Comme la plupart des cours d'eau issus des monts du Forez, la Mare est une rivière abondante. 

### La Mare à Saint-Marcellin-en-Forez
Son débit a été observé depuis le 1er juillet 1970 , à Saint-Marcellin-en-Forez, à 540 m d'altitude, localité située à une bonne quinzaine de kilomètres de son confluent avec la Loire, et juste en amont du canal du Forez qui, coupant son lit, capte une partie de ses eaux. Le bassin versant de la rivière y est de 95,2 km2 soit plus ou moins 80 % de la totalité de celui-ci.
Le module de la rivière à Saint-Marcellin-en-Forez est de 0,874 m3/s.
La Mare présente des fluctuations saisonnières de débit relativement modérées, avec une longue période de hautes eaux d'hiver et de printemps caractérisée par un débit mensuel moyen évoluant dans une fourchette de 1,10 à 1,30 m3/s, de décembre à mai inclus (avec un maximum peu net en février). Dès le début du mois de juin, le débit diminue fortement pour aboutir à la période des basses eaux qui a lieu de juillet à octobre, avec une baisse du débit moyen mensuel allant jusqu'à 0,310 m3/s au mois d'août, ce qui reste très confortable pour un cours d'eau d'aussi petite taille. Cependant ces chiffres ne sont que des moyennes et les fluctuations de débit peuvent être plus importantes d'après les années et sur des périodes plus courtes.

### Étiage ou basses eaux
À l'étiage le VCN3 peut ainsi chuter jusque 0,056 m3/s, en cas de période quinquennale sèche, soit 56 litres par seconde, ce qui peut être considéré comme assez sévère ou 6,4 % du module 0,874 m3/s.

### Crues
Les crues peuvent être assez importantes compte tenu de la taille assez modeste du bassin versant. Les QIX 2 et QIX 5  valent respectivement 15 et 26 m3/s. Le QIX 10 est de 34 m3/s, le QIX 20 de 42 m3/s, tandis que le QIX 50 de 52 m3/s.
Le débit instantané maximal enregistré à Saint-Marcellin-en-Forez durant cette période, a été de 98,70 m3/s le 2 novembre 2008, tandis que le débit journalier maximal enregistré était de 45,40 m3/s le même jour, tandis que la hauteur maximale instantanée était de 249 cm ou 2,49 m le même jour à 4h20. Si l'on compare la première de ces valeurs à l'échelle des QIX de la rivière, l'on constate que cette crue était extrêmement forte, bien plus importante que le niveau d'une crue cinquantennale. Il s'agissait sans doute d'une crue plus que centennale et donc tout à fait exceptionnelle.

### Lame d'eau et débit spécifique
Au total, la Mare est une rivière assez abondante, bien alimentée par les précipitations des monts du Forez. La lame d'eau écoulée dans son bassin versant est de 290 millimètres annuellement, ce qui est inférieur à la moyenne de la France entière tous bassins confondus (320 millimètres par an), mais nettement supérieur au bassin de la Loire (244 millimètres par an). Le débit spécifique de la rivière (ou Qsp) atteint 9,2 litres par seconde et par kilomètre carré de bassin.

## Aménagements et écologie
Sur la Mare, quatre stations qualité ont été implantées.